# Casa al carrer Santa Anna, 25 (Igualada)
La Casa al carrer Santa Anna, 25 és una obra d'Igualada (Anoia) inclosa a l'Inventari del Patrimoni Arquitectònic de Catalunya.

## Descripció
Casa de planta baixa i dos pisos que fa cantonada. La façana està decorada amb policromia, però avui quasi ja no es reconeix. Destaca el ràfec de la teulada construir amb bigues de fusta sortides del plom de la façana. En el segon pis s'hi obren unes finestres sense una alineació determinada. És un dels millors exemples de les edificacions setcentistes de la ciutat.